# Scopula stigmata
Scopula stigmata är en fjärilsart som beskrevs av Moore 1888. Scopula stigmata ingår i släktet Scopula och familjen mätare. Inga underarter finns listade.